# Saint-Pierre-le-Vieux (Saona i Loira)
Saint-Pierre-le-Vieux és un municipi francès situat al departament de Saona i Loira i a la regió de Borgonya - Franc Comtat. L'any 2009 tenia 340 habitants.

## Història
| Data d'elecció                           | Identitat        | Partit | Qualitat |
| ---------------------------------------- | ---------------- | ------ | -------- |
| 2001-2008                                | Simone Desrayaud |        |          |
| 2008-                                    | Charles Bélicard |        |          |
| les dades anteriors no són pas conegudes |                  |        |          |
|                                          |                  |        |          |

## Demografia
| A partir de 1990: Població sense dobles comptes |